# Drosophila hawaiiensis
Drosophila hawaiiensis är en tvåvingeart i släktet Drosophila.

## Taxonomi och släktskap
Drosophila hawaiiensis beskrevs av Percy H. Grimshaw 1901. Drosophila hawaiiensis ingår i undersläktet Hawaiian Drosophila, artgruppen Drosophila grimshawi och artundergruppen Drosophila hawaiiensis.

## Utbredning
Artens utbredningsområde är Hawaiiöarna.